# 默里馬克 (加利福尼亞州)
默里馬克（英語：Merrimac）是位於美國加利福尼亞州比尤特縣的一個非建制地區。該地的面積和人口皆未知。

## 地理
默里馬克的座標為39°45′58″N 121°18′27″W / 39.76611°N 121.30750°W，而該地的平均海拔高度為1219米（即3999英尺）。